# Porsche Carrera Cup Itàlia
A Porsche Carrera Cup Italia é uma série de competições de carros da Porsche 911 GT3 Cup .

## História
A primeira edição do campeonato ocorreu em 2007 partir de então sempre evoluiu para se tornar um dos campeonatos de automóveis mais prestigiados e competitivos da Itália.